# Pegomya spatulans
Pegomya spatulans är en tvåvingeart som beskrevs av Deng, Li och Sun 1987. Pegomya spatulans ingår i släktet Pegomya och familjen blomsterflugor. Inga underarter finns listade i Catalogue of Life.